# Quartet de corda núm. 8 (Schubert)
El Quartet de corda núm. 8 (D 112), en si♭ major, va ser compost per Franz Schubert el 1814. Fou publicat pòstumament com a Op. 168.

## Moviments
1. Allegro ma non troppo (si♭ major)
2. Andante sostenuto (sol menor)
3. Menuetto: Allegro (mi♭ major; Trio també en mi♭ major)
4. Presto (si♭ major)